# Pravinaria
Pravinaria  es un género con dos especies de plantas con flores perteneciente a la familia de las rubiáceas. 
Es nativo de Borneo.

## Especies seleccionadas
- Pravinaria endertii Bremek. (1940).
- Pravinaria leucocarpa Bremek. (1940).